# Janko Peranski Šubić
Janko Peranski Šubić (umro 1689.), isprva časnik u Karlovcu, a potom (1660. – 1680.) zapovjednik hrvatske tjelesne garde na dvoru saskoga kneza izbornika u Dražđanama. Stekao je čin pukovnika i kneževa komornika. Na obiteljskom imanju u Brlogu na Kupi podigao je prostrani grad s perivojem. Od četvero njegove djece početkom 18. st. osobit ugled stekla je Sidonija Barbara Peranska Šubić. Obitelj je izumrla u drugoj polovici 18. stoljeća.